# بوعلام بن حمودة
بوعلام بن حمودة من مواليد 8 مارس 1933 في شرشال غرب الجزائر، سياسي وعضو في جبهة التحرير الوطني.
انتسب إلى الاتحاد العام للطلبة المسلمين الجزائريين (UGEMA)، وشارك في الإضراب لعام 1956 قبل أن ينضم إلى جيش التحرير الوطني ويتم سجنه في معتقل موران. عند الاستقلال انتخب نائبا في الجمعية التأسيسية قبل شغله لعدة مناصب وزارية لمدة 20 عاما أثناء حكم هواري بومدين والشاذلي بن جديد. عين مديرا للمعهد الوطني للدراسات الإستراتيجية العالمية (INESG) في عام 1986. بعد أن صار عضوا في اللجنة المركزية لجبهة التحرير الوطني انتخب أمينا عاما لها في سنة 1996 إلى غاية 2001.
في سنة 2001، قدم بوعلام بن حمودة استقالته من قيادة الحزب الحاكم خلال اجتماع المكتب السياسي، بعدما قاد الحزب منذ 1996.

## المهام
- 1963-1965, نائبا في الجمعية التأسيسية
- 1965-1970, وزيرا للمجاهدين.
- 1970-1977, وزيرا للعدل حافظ للأختام.
- 1977-1979, وزيرا للأشغال العمومية.
- 1980-1982, وزيرا للداخلية.[3]
- 1982-1986, وزيرا للمالية.[4][5]
- 1996-2001, أمينا عاما لجبهة التحرير الوطني.[2]

## روابط خارجية
- بوعلام بن حمودة على موقع مونزينجر (الألمانية)